# Distretto di Plumstead
Il distretto di Plumstead fu un ente municipale inglese esistito fra il 1855 e il 1900. Dal 1894 l’amministrazione fu spostata a Lee.

## Storia
Il distretto fu istituito raggruppando cinque parrocchie, quella di Plumstead e quelle di Charlton, Eltham, Kidbrooke e Lee, dato che l’attività del Metropolitan Board of Works prevedeva che le parrocchie che generavano un gettito fiscale troppo scarso per finanziare i lavori pubblici della metropoli fossero appunto raggruppate.

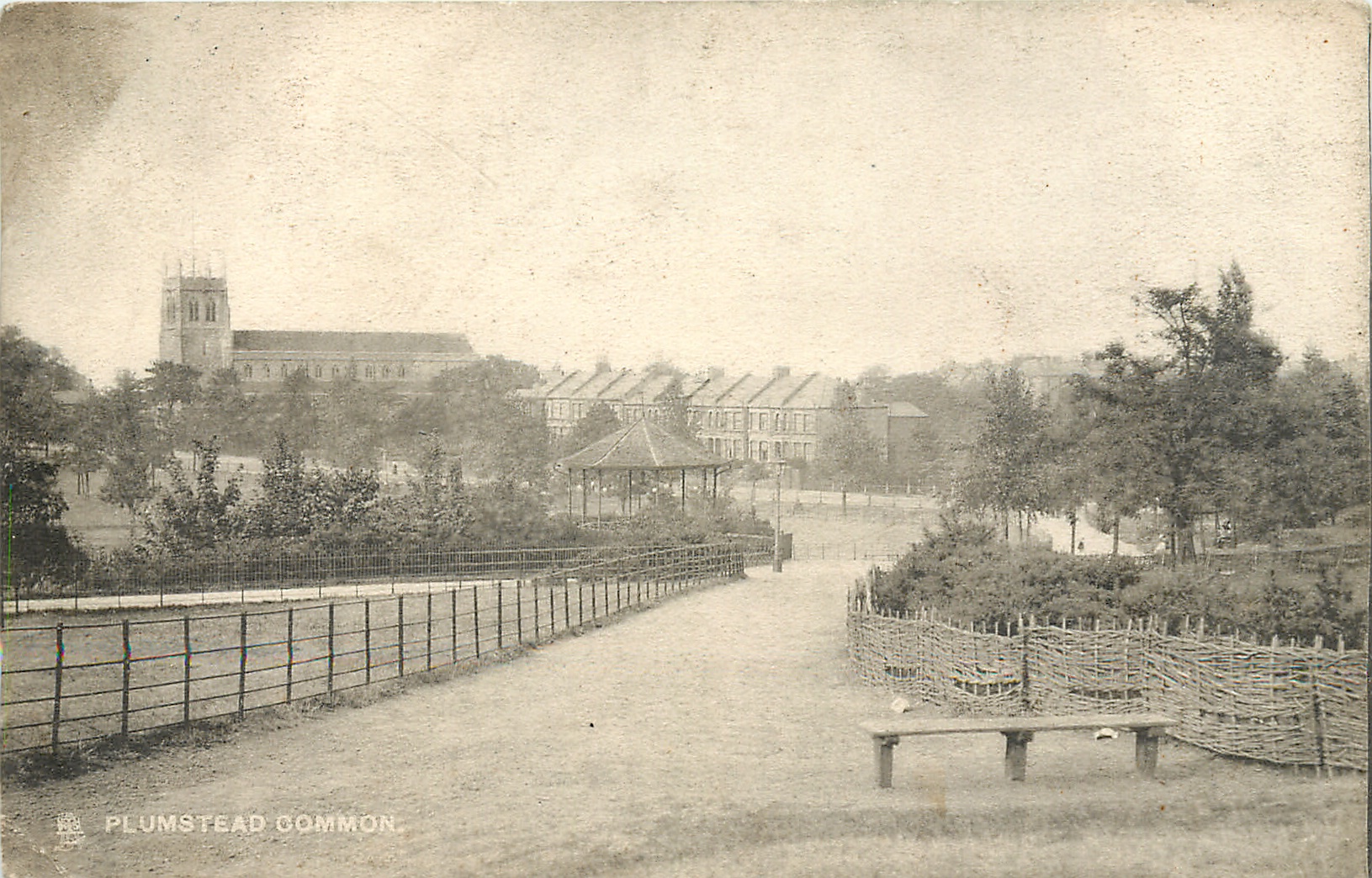
Plumstead Common

Nel 1900 entrò in vigore la riforma amministrativa della giovane Contea di Londra, e il distretto fu diviso in varie parti: Plumstead ed Eltham finirono nel borgo metropolitano di Woolwich, Lee fu incorporato nel borgo metropolitano di Lewisham, mentre Charlton e Kidbrooke entrarono nel borgo metropolitano di Greenwich.